# Copelatus chipiriricus
Copelatus chipiriricus är en skalbaggsart som beskrevs av Guignot 1957. Copelatus chipiriricus ingår i släktet Copelatus och familjen dykare. Inga underarter finns listade i Catalogue of Life.